# Google Goggles
Google Goggles era un'applicazione sviluppata da Google per il riconoscimento delle immagini che poteva essere scaricata da Google Play. Veniva utilizzata per le ricerche basate su immagini scattate da dispositivi mobili. Per esempio, scattando una foto di un importante punto di riferimento l'applicazione cercava tutte le informazioni relative a esso; scattando, invece, un codice a barre venivano cercate tutte le informazioni relative al prodotto fotografato.
Google Goggles è stata sostituita da Google Lens.

## Storia
Google Goggles era un'applicazione mobile per Android. Sebbene all'inizio fosse disponibile solo per i telefoni Android, Google dichiarò la sua intenzione di rendere disponibile il software anche per altre piattaforme, specialmente per iPhone e Blackberry. Google non si è mai pronunciata sullo sviluppo dell'applicazione per dispositivi non palmari. Il product manager di Google, Shailesh Nalawadi, ha indicato che Google voleva che Goggles fosse una piattaforma applicativa, proprio come Google Maps, non solo un singolo prodotto. Il 5 ottobre 2010 Google annunciò la pubblicazione di Google Goggles per dispositivi iPhone ed iPad con sistema iOS 4.0. In un aggiornamento di maggio 2014 a Google Mobile per iOS, la funzione di Google Goggles è stata rimossa.
Al Google I/O 2017 è stata annunciata un'app con funzioni simili chiamata Google Lens, integrata nell'Assistente Google.
L'app ha smesso di funzionare il 20 agosto 2018 con un aggiornamento che invitava gli utenti a scaricare Google Lens o Google Foto al momento dell'avvio dell'app.

## Funzionalità
Il sistema era in grado di riconoscere etichette o punti di riferimento, garantendo così agli utenti la possibilità di effettuare ricerche e apprendere informazioni senza la necessità di immettere del testo. Il sistema poteva identificare codici a barre o codici QR o le etichette dei prodotti, consentendo agli utenti di cercare prodotti simili o confrontare i vari prezzi salvandone i riferimenti per eventuali ricerche future. Il sistema poteva anche identificare dei testi stampati e utilizzare il riconoscimento ottico dei caratteri (OCR) per generarne un testo elettronico e, in alcuni casi, tradurlo in altre lingue. Altra caratteristica da citare è quella del riconoscimento di qualsiasi immagine bidimensionale, come quadri, libri, DVD e CD. Infine la possibilità, curiosa e ancora più originale, di risolvere i Sudoku.

### Metropolitan Museum of Art
Nel dicembre 2011 il Metropolitan Museum of Art annunciò la sua collaborazione con Google nell’impiego di Google Goggles per fornire informazioni attraverso link diretti al proprio sito sui capolavori in esso esposti.

## Versioni
Sebbene il suo sviluppo inizialmente fosse solo per Android, la funzionalità era disponibile per iPhone integrata nell'app di Ricerca Google, disponibile su iTunes Store o su App Store per iPhone 3GS, iPhone 4 o iOS 4.0 (o superiore).
Nel gennaio 2011 venne pubblicata la versione 1.3; la novità importante fu l'aggiunta della possibilità di risolvere i Sudoku.
Nell'agosto 2012 Google lanciò un nuovo aggiornamento, la versione 1.9. Questo aggiornamento pose maggiore attenzione al supporto sugli acquisti degli utenti, migliorando il riconoscimento e i suggerimenti sui prodotti facilitandone così la comparazione commerciale.
Con le versioni successive dell'app per Android fu possibile caricare immagini dalla galleria del dispositivo, ma sfortunatamente la caratteristica venne rimossa dalla versione 1.9.2; l'ostacolo poteva essere aggirato semplicemente condividendo l'immagine con Google Goggles tramite un file manager.
La versione 1.9.3, aggiornata al 22 novembre 2013, aggiungeva una serie di nuove caratteristiche, migliorava la qualità e la comodità nell'utilizzo dell'applicazione.
L'app ha smesso di funzionare il 20 agosto 2018, con un aggiornamento che invitava gli utenti a scaricare Google Lens o Google Foto al momento dell'avvio dell'app.